# Szałas

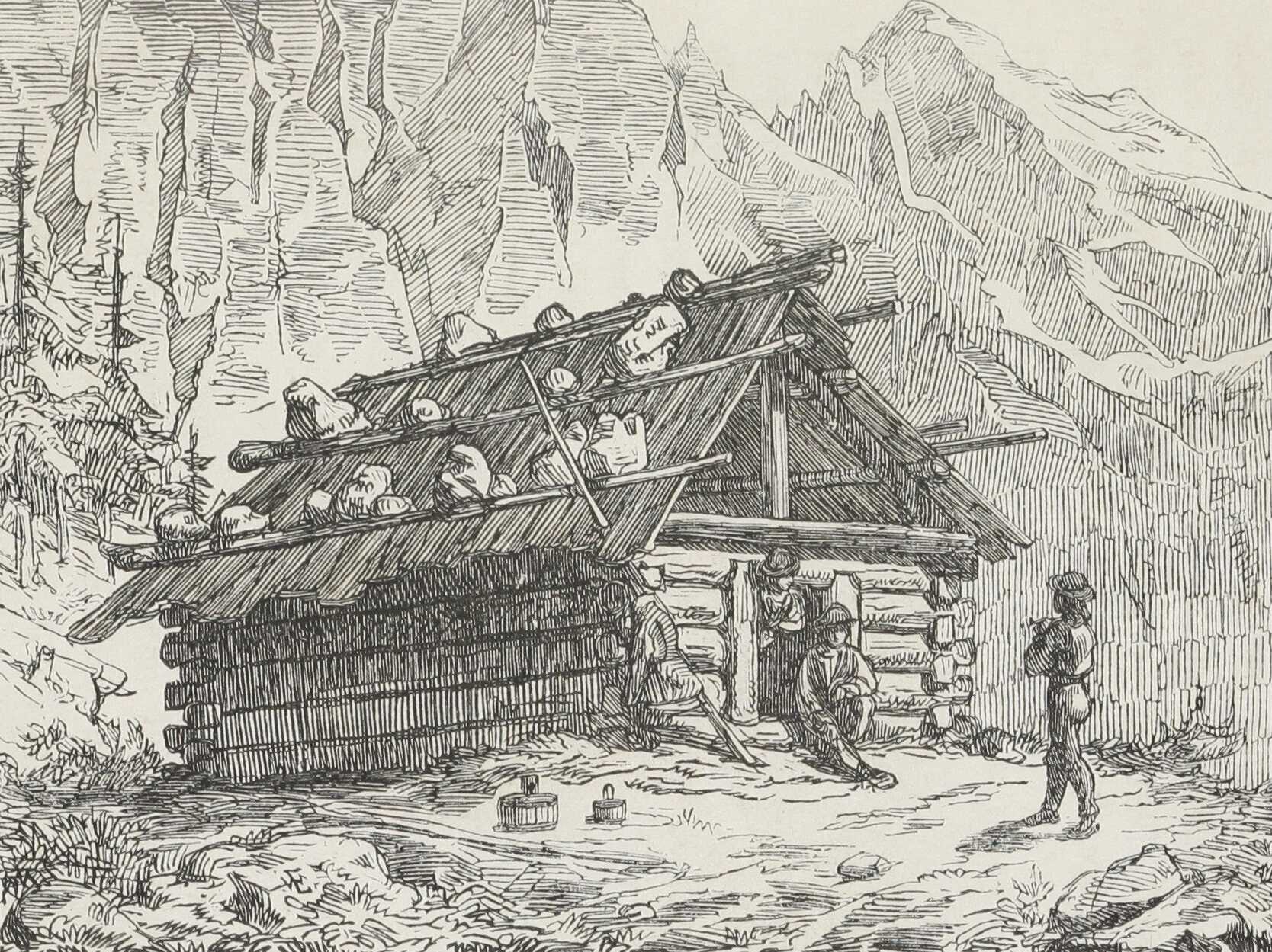
Szałas pasterski w Tatrach (Walery Eljasz-Radzikowski, 1870)

Szałas – słowo pochodzenia wołoskiego (por. rum. sălaș „mieszkanie”, „siedziba”), oznaczające:
- Trwały obiekt z drewna lub kamienia, czasami bez okien. Przeznaczony na sezonowe miejsce zamieszkania – np. pasterzy w górach.
- Tymczasowe schronienie wykonane z gałęzi, zwykle w kształcie stożka lub dwuspadowego daszka.

## Nazewnictwo
„Słownik gwary podhalskiej” Bronisława Dembowskiego z 1894 r. podawał (w gwarowej wersji „sałas”):  szałas z okrąglaków, mieszkanie bacy i juhasów w halach podczas lata, w szałasach przerabiają mleko na żętycę i syry.
W Tatrach i na Podtatrzu zamiast nazwy szałas używano też określeń koleba  lub bacówka, a po słowackiej stronie Tatr koszar. Nie każdy budynek związany z pasterstwem nazywa się szałasem. Według Wielkiej encyklopedii tatrzańskiej w Tatrach i na Podtatrzu nazwą szałas obejmowano tylko budynki, w których mieszkali pasterze owiec, nazwa ta nie obejmowała budynków pasterzy krów i wołów. Błędem jest nazywanie szałasem budynków związanych co prawda z pasterstwem, ale nie przeznaczonych do mieszkania ludzi, lecz przeznaczonych na cele gospodarcze, np. magazynowanie siana czy narzędzi. Ten rodzaj budynków nazywa się szopą. W Gorcach w zależności od regionu szałasy noszą różne lokalne nazwy: koleba, bacówka,  izbica, okół, koliba z jatą i in..

## Konstrukcja
Prymitywne szałasy pasterskie miały formę dwuspadowego dachu o konstrukcji ślemieniowo-sochowej opartego bezpośrednio na ziemi lub na wydrążonych pniach drzew. Bardziej rozbudowaną formę miały szałasy, gdzie dach wsparty był na niskich ścianach wykonanych w konstrukcji wieńcowej. Dachy kryte były dranicami lub gontem. Szałasy budowano bez trwałych łączeń, tak aby łatwo można było je przenieść z miejsca na miejsce.